# Katholisches Pfarrhaus (Böckingen)

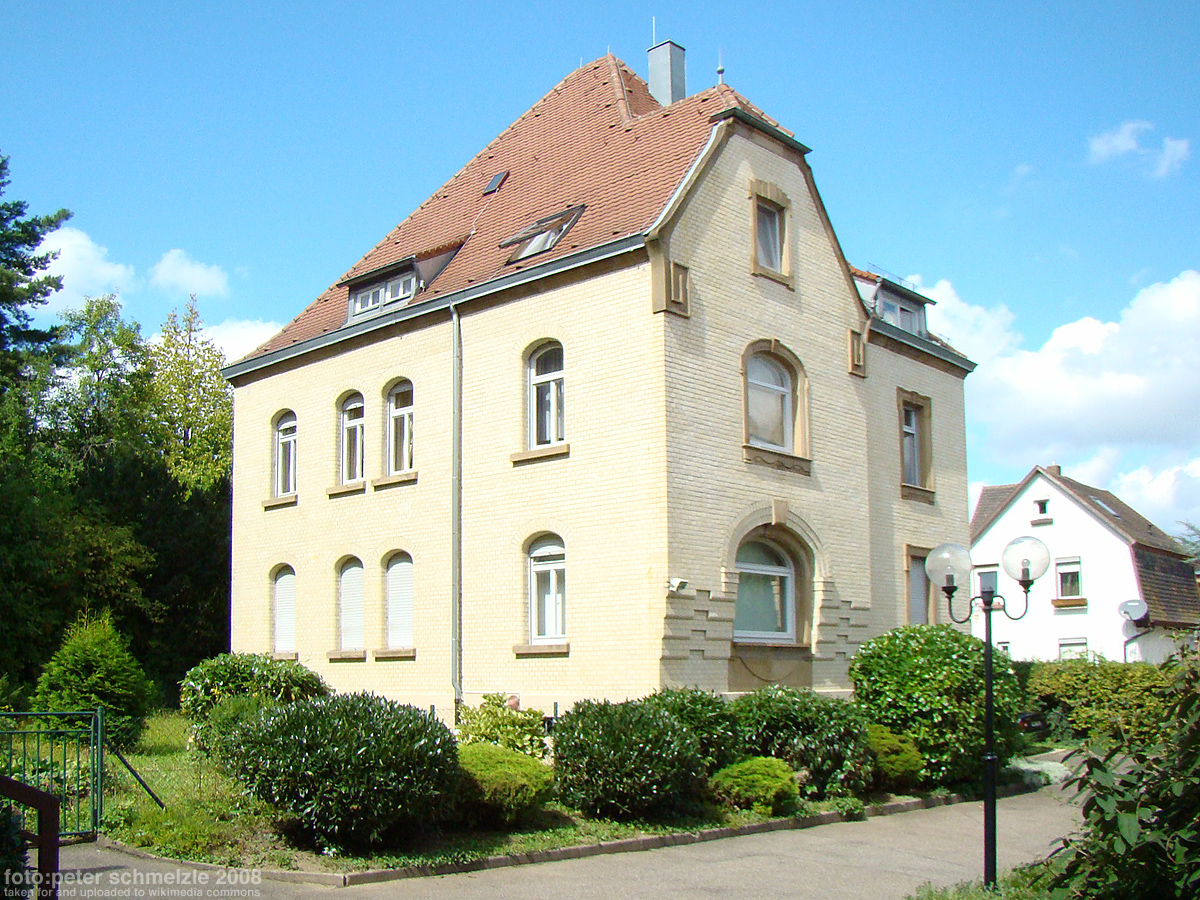
Katholisches Pfarrhaus in Böckingen

Das  Katholische Pfarrhaus ist ein privater Profanbau. Es befindet sich an der Ludwigsburger Straße 66 im Heilbronner Stadtteil Böckingen. Das denkmalgeschützte Gebäude gilt als Kulturdenkmal.
Das Gebäude wurde im Jahr 1906 nach Plänen von Karl Tscherning als Pfarrhaus für die benachbarte, 1901/02 erbaute Kirche St. Kilian errichtet. Das Pfarrhaus ist als zweistöckiger Sichtziegelbau mit gelblichen Ziegeln ausgeführt.